# Fàbrica Abadal
Fàbrica Abadal és una obra de Súria (Bages) protegida com a Bé Cultural d'Interès Local.

## Descripció

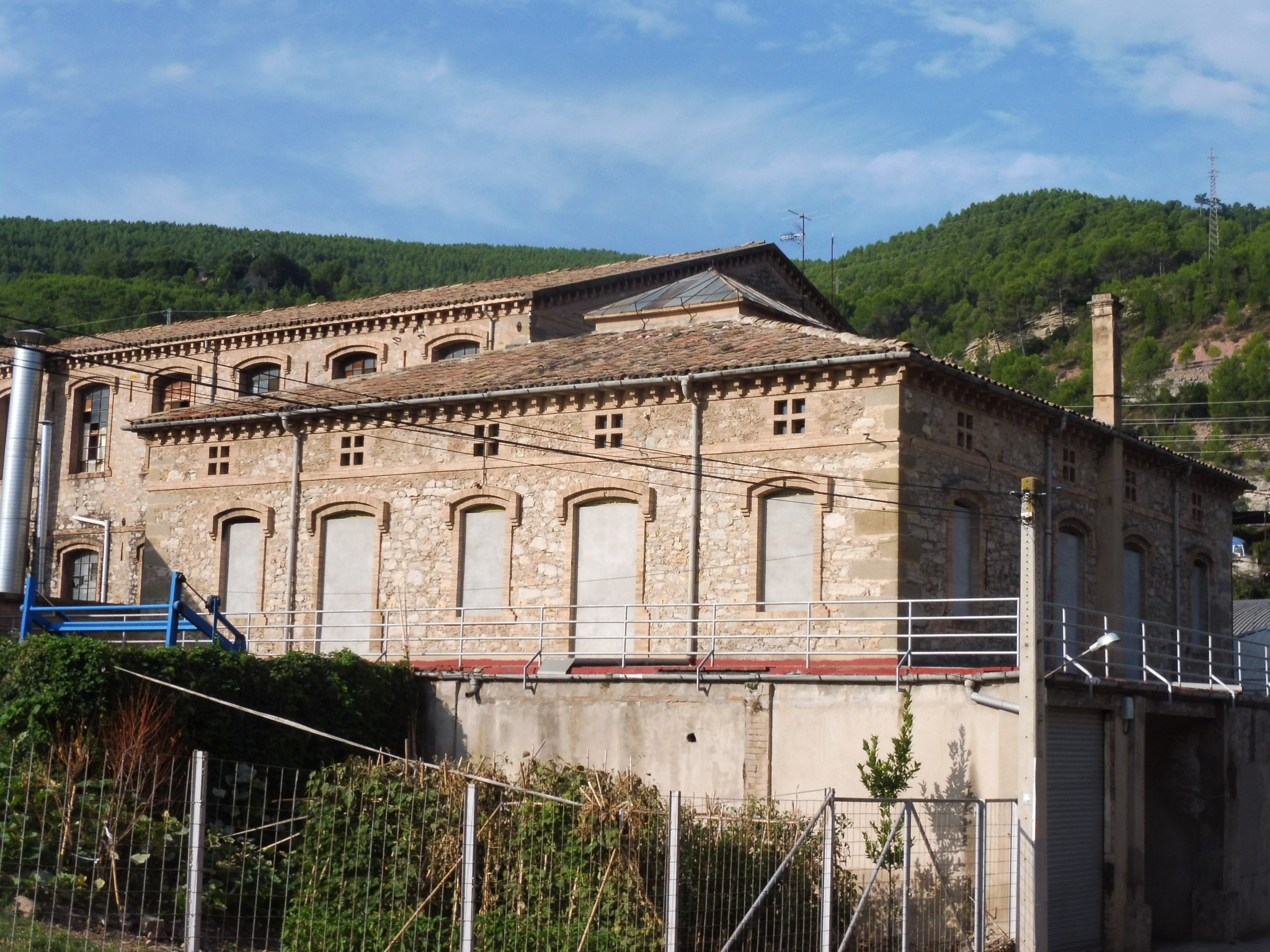
Habitatge del director de la fàbrica

Edificació situada en la zona industrial Abadal, al camí del molí de Reguant. Es tracta d'una gran construcció de planta rectangular, amb diversos edificis adossats, de menors dimensions i altures. En el conjunt es diferencia la nau de la fàbrica pròpiament dita, de tres altures, construïda en maçoneria i les obertures de maó. A l'extrem nord destaquen les edificacions annexes, entre les quals es troba l'habitatge del director de la fàbrica, de planta quadrada, sostre a quatre aigües i lluerna central. Hi ha nombroses finestres, altes i rematades per un arc doble de maó.

## Història

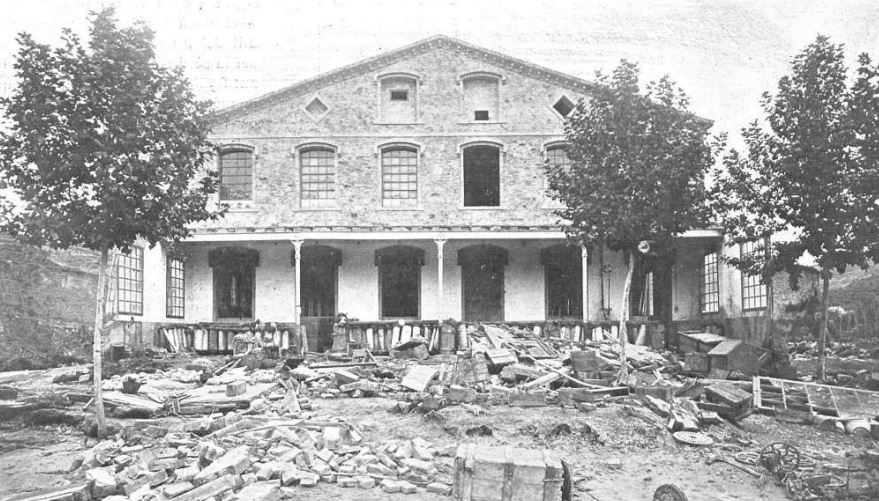
La fàbrica després de l'aiguat de 1907

El 25 de juny de 1898 Ignasi Abadal va comprar el molí de Reguant, i la terra entre el molí i el riu. El 18 d'agost de 1898, Ignasi Abadal recuperava el projecte de la fàbrica de Joan Reguant, amb alguna modificació en el canal de desguàs, la longitud del qual es reduïa a 500 m. La resta del projecte es mantenia en el seu estat original. La sol·licitud al Govern Civil es va presentar el 22 d'agost de 1898. La construcció de la nau es va fer ràpidament, i el 1903 la fàbrica va començar a funcionar. Hi havia una secció de filats i una de teixits.